# 군인훈장

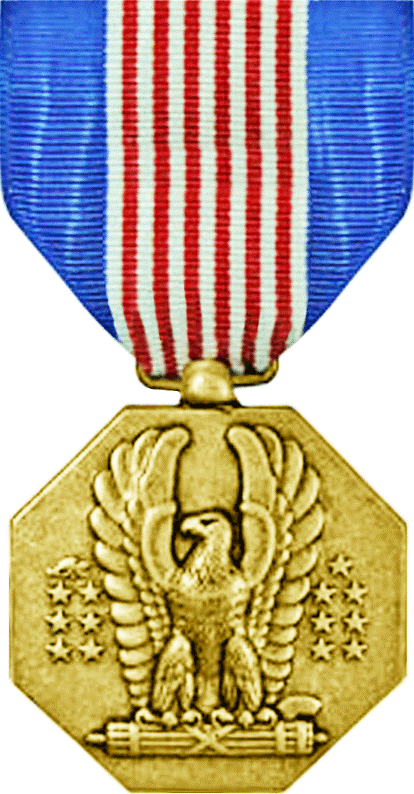

군인훈장(Soldier's Medal)은 미국의 군인에게 주어지는 훈장이다.
군인 훈장은 미국 육군의 개별 장식이다. 항공대법 제11조로 도입되어 1926년 7월 2일 미국 의회에서 통과되었다. 해안 경비대 메달이다. 1960년 공군훈장이 제정되기 전에는 공군이 군인훈장을 수여받았다.
영웅적 행위 당시 복무중인 자로서 적과의 갈등을 수반하지 않는 영웅적 행위로 두각을 나타냈다.